# Орловец, Иван Власович
Ива́н Вла́сович Орлове́ц (1924—2011) — участник Великой Отечественной войны, заслуженный пилот СССР, ветеран гражданской авиации.
Был советником по гражданской авиации на Кубе, представителем СССР в Международной организации гражданской авиации, заместителем Исполнительного секретаря Комиссии СССР по делам ИКАО, начальником УГА ЕС УВД МГА СССР, Управления расследования авиационных происшествий Госавианадзора СССР.

## Биография
Родился 27 августа 1924 года.
После окончания в 1941 году Киевской учебной эскадрильи ГВФ — до 1945 года воевал на фронтах Великой Отечественной войны в составе Киевской авиагруппы особого назначения и 10-й Гвардейской дивизии ГВФ. Совершил 150 боевых вылетов.
После войны трудился в гражданской авиации — командиром воздушного судна, пилотом-инструктором Московского управления ГВФ. Его экипаж перегнал первый самый современный по тем временам гражданский реактивный самолёт Ту-104 с Казанского авиастроительного завода в аэропорт Внуково. В числе первых, совместно с будущим министром гражданской авиации Б. П. Бугаевым, освоил полёты с пассажирами на самолёте Ту-104.
4 сентября 1957 года выполнил первый трансатлантический рейс из Москвы в Нью-Йорк на самолёте Ту-104А. Орловец первым из командиров воздушных судов гражданской авиации получил высшее образование, первым из членов экипажей стал при выполнении международных полётов вести радиообмен «экипаж — диспетчер» на английском языке без переводчика.
С 1959 года Иван Власович — командир лётного отряда самолётов Ту-104, заместитель командира Московской авиагруппы международных воздушных сообщений. Его безаварийный налёт составил более 12 000 часов.
Был членом клуба «Опыт».
Умер 1 декабря 2011 года.

## Память

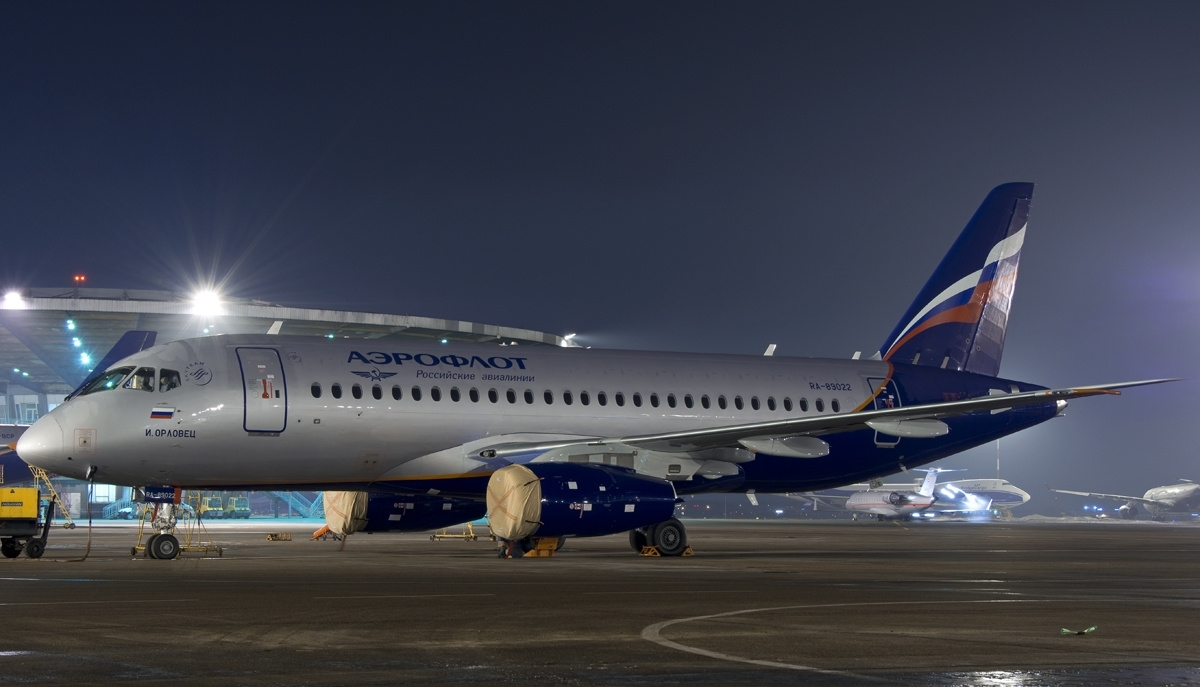
Самолёт «Аэрофлота» SSJ 100 RA-89022 «Иван Орловец»

- Имя Ивана Орловца было нанесено на аннотационной доске к авиапамятнику Ту-104, установленному на привокзальной площади аэропорта Внуково в 1976 году и уничтоженному в апреле 2005 года;
- В честь Ивана Орловца назван один из российских самолётов «Sukhoi Superjet 100», поступивший в авиакомпанию «Аэрофлот» в декабре 2013 года[5].

## Награды
- Награждён орденами Ленина, Красной Звезды, Отечественной войны 1 и 2 степеней, двумя орденами Трудового Красного Знамени, орденом Знак Почета и медалями.
- Награждён знаком «Отличник Аэрофлота».